# علمی (روزنامه)
روزنامهٔ علمی، نشریه‌ای است که به سال ۱۲۹۳ (قمری) در تهران توسط محمدحسن خان صنیع‌الدوله (ملقب به اعتمادالسلطنه) منتشر شد.

## درون‌مایه
«روزنامه علمی» به خبرهای آموزشگاهی توجهی ویژه داشت. برای نخستین بار در ایران، نوشته‌های نویسندگان نوجوان و تازه‌کار، در این نشریه بود که مجال چاپ و نشر یافت. این نشریه برای نخستین بار در ابتدای مطلبی این‌چنین به مخاطب نوجوانش خاطر نشان کرد:
بنابراین رساله در علوم طبیعی که بعضی مطالب مختصره هیئت نیز ضمیمه آن است به زبان اطفال از مصنفات حکمای فرانسه را ترجمه کرده در این روزنامه می‌انگارد که به جهت عدم اطلاع نیز با اطفال هم‌حال‌اند. از نیل این فواید تمتعی نیکو و حظی درست حاصل نمایند. این سبک تعلیم و تعلم را فیلسوفان فرنگ محض تسهیل علم و رغبت اطفال به فهم حقایق و کشف مطالب اختراع کرده‌اند و ابتدا از بیان اصطلاحات علمیه اجتناب نموده که ذهن مبتدیان مشوش نشود و روشی را پیش گرفته که اطفال را مایل به سؤال می‌نماید و جوابی به ایشان می‌دهند که موجب بصیرت و استیناس [=انس گرفتن] ایشان به مطالب علمی می‌شوند. پس از آنکه انسی گرفتند و وسعیت در خیال ایشان پیدا شد آن وقت به ایراد اصطلاحات می‌پردازند و این رساله سؤال و جواب دو نفر شاگرد و یک نفر معلم است و چون مترجم آن میرزا کاظم معلم علوم طبیعی و شیمی است که در مدرسه مبارکه دارالفنون به تعلم و تعلیم متعلمین مشغول است، سؤال را از قول احمد و محمود پسرهای مشارالیه می‌نماییم و جواب را از قول خود مشارالیه و در هر نمره از این روزنامه فقراتی را به قدر گنجایش از مطالب دو علم مسطور درج می‌نماییم. انشاءالله صحبت ساده طبیعی و هیئت به زبان اطفال…
در شمارهٔ ۴۵ «روزنامه علمی» در سال ۱۲۹۵ (قمری) برای نخستین بار در ایران، عکس مستقل یک کودک (دختریچه‌ای در حال تاب‌بازی) چاپ شد.